# Pool's Cove
Pool's Cove is een gemeente (town) in de Canadese provincie Newfoundland en Labrador. De gemeente ligt in het noordoosten van het schiereiland Connaigre aan de zuidkust van het eiland Newfoundland.

## Geschiedenis
In 1969 werd het dorp een gemeente met de status van local government community (LGC). In 1980 werden LGC's op basis van The Municipalities Act als bestuursvorm afgeschaft. De gemeente werd daarop automatisch een community om een aantal jaren later uiteindelijk een town te worden.

## Demografie
Demografisch gezien kent Pool's Cove de laatste decennia, net zoals de meeste kleine dorpen op Newfoundland, een dalende langetermijntrend. Tussen 1991 en 2021 daalde de bevolkingsomvang van 258 naar 188. Dat komt neer op een daling van 70 inwoners (-27%) in dertig jaar tijd.
| Jaar | Aantal inwoners | Verschil |
| ---- | --------------- | -------- |
| 1991 | 258             | –        |
| 1996 | 241             | -6,6%    |
| 2001 | 206             | -14,5%   |
| 2006 | 189             | -8,3%    |
| 2011 | 182             | -3,7%    |
| 2016 | 193             | +6,0%    |
| 2021 | 188             | -2,6%    |

## Veerdienst
Vanuit de haven van Pool's Cove vertrekken dagelijks, naargelang de dag, één of twee ferry's naar het oostelijker gelegen dorp Rencontre East, dat niet via de weg bereikbaar is. De boottocht duurt 1u45 en de ferry heeft een maximale capaciteit van 20 personen.

## Galerij

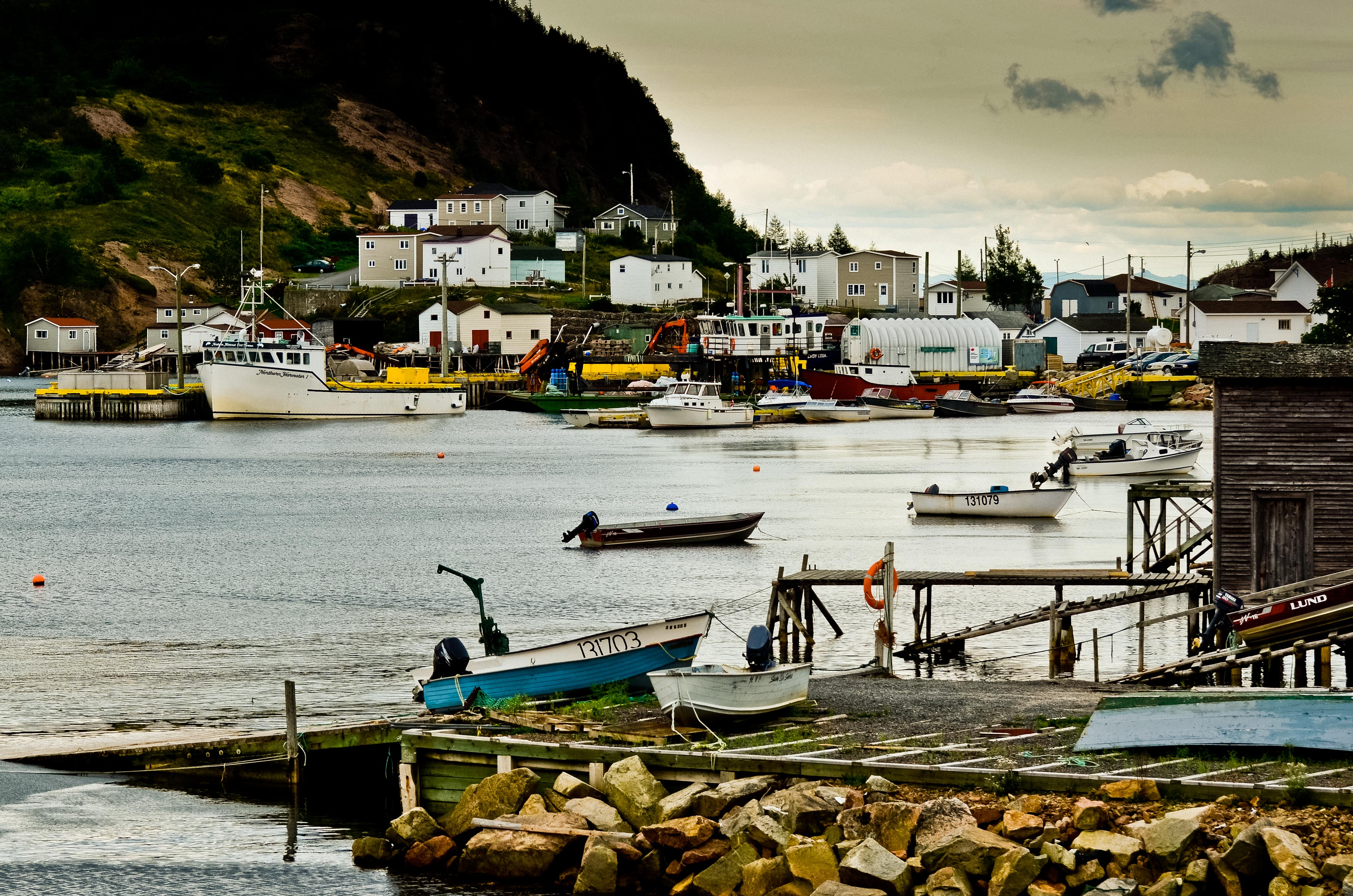
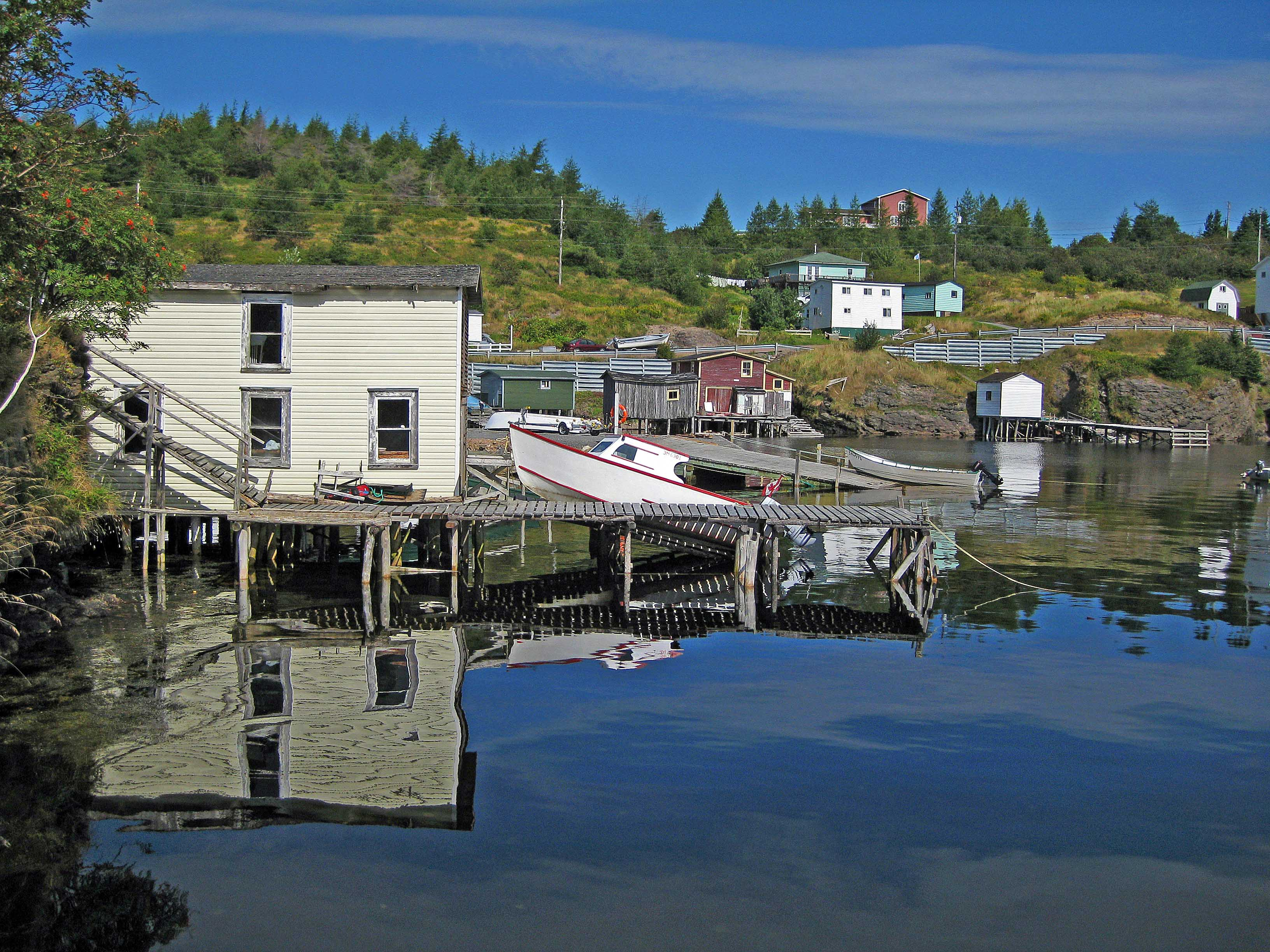